# Катастрофа Martin M-130 в Порт-оф-Спейне
Катастрофа Martin M-130 в Порт-оф-Спейне — авиационная катастрофа, произошедшая ночью в понедельник 8 января 1945 года, когда пассажирская летающая лодка Martin M-130 компании Pan American Airways при посадке в гавани Порт-оф-Спейна на острове Тринидад (Британская Вест-Индия) зарылась в воду и разрушилась, при этом погибли 23 человека. Это была потеря первого построенного и последнего эксплуатируемого M-130. По масштабам это крупнейшая авиакатастрофа в истории Тринидада и Тобаго.

## Самолёт

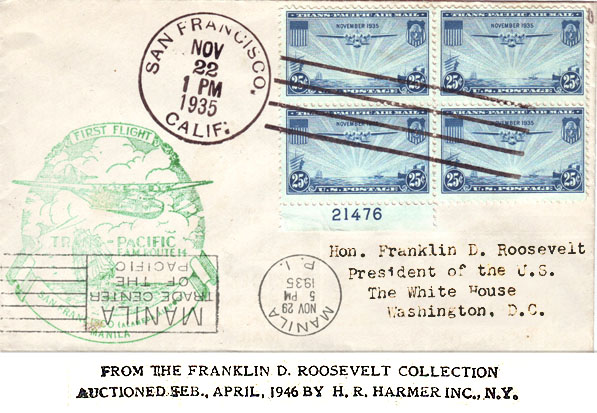
Одно из писем, доставленных China Clipper в ноябре 1935 года из Сан-Франциско в Манилу

Martin M-130 с бортовым номером NC14716 (заводской — 558) свой первый полёт совершил 30 декабря 1934 года, а в октябре 1935 года поступил к заказчику — американской авиакомпании Pan American Airways, став первым (из трёх) представителем серии M-130. Лайнер получил имя China Clipper (рус. Китайский клипер, можно также перевести как Чайный клипер), а 22 ноября 1935 года вылетел из гавани Аламиды (Калифорния), пролетел близ строящегося моста «Золотые ворота» и направился с грузом авиапочты через Тихий океан, после чего, совершив промежуточные посадки в Гонолулу, Мидуэе, Уэйке и Гуаме, 29 ноября благополучно приводнился в гавани Манилы, став первым самолётом, прибывшим на Филиппины. 6 декабря China Clipper благополучно вернулся обратно в Калифорнию, после чего регулярно эксплуатировался на транстихоокеанских маршрутах из Сан-Франциско в Манилу и Гонконг.
С началом военных событий борт NC14716 поступил в авиацию американского военного флота, но 13 октября 1943 года вернулся в Pan American Airways, где эксплуатировался в Латиноамериканском отделении. Имел четыре поршневых двигателя Pratt & Whitney R-1830-S2A5G, оснащённых трёхлопастными винтами фирмы Hamilton Standard. Общая наработка самолёта составляла 20 545 часов, а последний осмотр проводился перед вылетом из Майами.

## Экипаж
Экипаж самолёта состоял из 12 человек.
- Командир воздушного судна (КВС) — 35-летний Сирил Адриан Гойетт (англ. Cyril Adrian Goyette)[5]. Работал в Pan American уже 9 лет и считался опытным пилотом, а коллеги его характеризовали как мастера своего дела. К тому же при общем налёте 7040 часов на M-130 он налетал 1560 часов; однако, как позже было установлено, он ни разу на этом типе самолёта не делал ночных посадок в Порт-оф-Спейне. Помимо этого, за последние два года два месяца перед происшествием Гойетт летал в составе экипажей как второй пилот, причём, хоть иногда и выполнял обязанности инструктора, но за этот период ни разу не летал на регулярных рейсах из Майами в Порт-оф-Спейн. Тем не менее, за три месяца до происшествия он в присутствии инспектора удовлетворительно выполнил два рейса по этому маршруту[6][7].
- Второй пилот — 38-летний Леонард Райт Крамер (англ. Leonard Wright Cramer)[5]. В Pan American работал с 1 апреля 1942 года сперва в должности второго пилота, а позже был повышен до командира самолёта в Восточном отделении. Имел общий налёт 7034 часа, в том числе 832 часа на летающих лодках Sikorsky S-42[англ.]; на M-130 был квалифицирован всего за три дня до происшествия, а роковой рейс был для Крамера вообще первым полётом по этому маршруту. Согласно медицинскому сертификату, должен был носить очки, однако, по имеющимся данным, свой последний рейс он выполнял без очков[7].

## Катастрофа
8 января 1945 года China Clipper выполнял пассажирский рейс 161 из Майами (штат Флорида) в Леопольдвиль (Бельгийское Конго); вылетев в 06:08 из Майами, примерно в 14:23 лайнер благополучно приводнился в гавани Сан-Хуана (Пуэрто-Рико) — первой промежуточной остановке. В 16:05 с 18 пассажирами и 12 членами экипажа на борту, «Мартин» вылетел из Сан-Хуана и направился к следующей промежуточной остановке — Порт-оф-Спейну (британская колония Тринидад и Тобаго). Взлётный вес брутто самолёта составлял 46 720 фунтов (21 192 кг) при центровке 33,4 % САХ, что находилось в установленных пределах. Полёт проходил нормально, доклады от экипажа поступали в установленное время, а в 19:30 от диспетчера авиакомпании было получено сообщение о погоде в Порт-оф-Спейне.
На подходе к Тринидаду в левом кресле (командира) сидел Крамер, а в правом (второго пилота) — Гойетт; когда до побережья оставалось около 10 миль (16 км), Гоуетт разрешил Крамеру выполнять посадку. На высоте 4000 футов (1200 м) самолёт пролетел на северным берегом острова и начал постепенно снижаться; диспетчер местной радиостанции авиакомпании передал экипажу, что в гавани сейчас штиль, посадочные огни выложены по курсу 70° (7 огней на участке общей длиной 7500 футов (2300 м)) и никакого движения в этой зоне нет, после чего дал указание переходить на связь с диспетчерской службой аэропорта.
В 21:09 диспетчер передал рейсу 161: Движения нет, вы номер один на посадку в районе «Конкорит». Под управлением Крамера Мартин пролетел над рядом огней и выполнил правый разворот, но так как был ещё слишком высоко над водой, Гойетт посоветовал ещё раз пролететь над гаванью, что и было сделано. Далее Крамер стал выполнять очередной разворот на 360°, однако на сей раз в левую сторону (к берегу), на что Гойетт предупредил об опасности такого манёвра из-за прилегающих холмов, поэтому был начат уже правый разворот, длившийся полторы минуты, а после разворота на 180° самолёт вышел на посадочную прямую, находясь на высоте 1000 футов (300 м) и на удалении 3 мили (4,8 км) от первого посадочного огня. Видимость при этом была неограниченной, то есть все огни на воде хорошо просматривались.
На скорости 105 уз (194 км/ч) борт NC14716 начал снижение сперва с вертикальной скоростью 600 футов (180 м) в минуту, на высоте 800 футов (240 м) вертикальная скорость была снижена до 300 футов (91 м) в минуту, на 700 футов (210 м) включили левую посадочную фару и передали диспетчеру о выполнении посадки, на 400 футов (120 м) была замечена небольшая дымка, которая однако существенно видимость не снижала, а на 300 футов (91 м), когда на глаз до первого посадочного огня оставалось примерно полмили, снизили давление в двигателях. Гойетт объявил о скорости 100 уз (185 км/ч) и высоте 250 футов (76 м), когда бортинженер через иллюминатор заметил, как под крылом появилась освещённая посадочной фарой поверхность воды, покрытая рябью. Затем раздался режущий звук, сопровождавшийся вибрацией, и тяжёлая машина вдруг резко дёрнулась, отчего людей кинуло вперёд — фюзеляж разломился надвое, поэтому салон быстро заполнился водой, из-за чего значительная часть «Мартина» тут же утонула на удалении 1¼ мили (2 км) от первого посадочного огня; отдельные обломки продержались чуть дольше.
Подошедшими кораблями были спасены командир Сирил Гойетт, третий пилот С. К. Джордж-третий (англ. S. K. George III), бортинженер И. В. Морс (англ. J. W. Morse) и четыре пассажира (К. Д. Уильямс (англ. C. D. Williams), Э. А. Прэдо (англ. E. A. Prado), А. С. Макки (англ. A. S. Mackey) и 7-летняя девочка). Все остальные 14 пассажиров и 9 членов экипажа (включая второго пилота Крамера) погибли. По масштабам это крупнейшая авиационная катастрофа в истории Тринидада и Тобаго, а также самолёта Martin M-130.

## Расследование
Расследованием катастрофы занялся американский Совет по гражданской авиации, для чего в тот же день сформировали комиссию, следователи из которой 10 января прибыли в Порт-оф-Спейн; слушания по делу проходили с 29 по 31 января 1945 года в Майами (штат Флорида).
Все свидетели указывали, что снижение самолёта было равномерным, при этом посадка происходила при одной (левой) включённой фаре, хотя в авиакомпании были установлены правила, согласно которым при посадке ночью следовало также включать и вторую фару, чтобы легче определять высоту над водой. Далее при ударе о воду экипаж сперва услышал режущий звук, но пассажиры его не расслышали; это может быть объяснено хорошей звукоизоляцией салона. Линия разлома прошла на 3 фута (около 1 метра) позади первого редана, после чего задняя половина фюзеляжа подлетела вверх, а передняя с силой ударилась о воду, при этом отделились обе части крыла; наиболее сильно пострадали правая часть крыла и правая сторона передней части фюзеляжа. Также в районе происшествия на поверхности воды плавали щепки и различные деревянные фрагменты, поэтому рассматривалась версия, что при посадке произошло столкновение с деревянным судном или иным посторонним предметом, но экспертиза показала, что эти фрагменты относились к самой конструкции самолёта, либо были просто мелким мусором из доков, а потому не могли повредить фюзеляж. Собственно не было найдено никаких признаков повреждения или отказа конструкции и систем самолёта до удара о воду.
Удалось восстановить приборную панель и определить, что на левом высотомере было выставлено давление 1014,6 мбар, то есть очень близкое к действительному, а на правом (по нему зачитывал показания Гойетт) — 1014,2 мбар, что давало превышение показаний не более чем на 11 футов (3,4 м). Компас на панели показывал магнитный курс 77°, что соответствует истинному 70°. Также на борту NC14716 был установлен параметрический самописец NACA V-G, согласно данным с которого касание о воду произошло с опущенным вниз носом и на скорости выше нормальной посадочной, из-за чего «Мартин» и зарылся в воду, при этом перегрузки достигли критических значений, приведя к разрушению конструкции. Собственно катастрофа произошла из-за того, что пилот неверно определил высоту и не успел исправить положение машины перед приводнением.
На море в ту ночь была спокойная поверхность, так как ветра со стороны берега были ослаблены холмами, но хоть и была вероятность, что на некоторых участках наблюдалась зеркальная поверхность, однако выжившие пассажиры отмечали, что перед катастрофой заметили рябь. Эта рябь должна была помочь определить высоту над водой, как и огни на поверхности, а Гойетт и Крамер уже достаточно много летали на гидросамолётах, то есть имели немалый опыт по посадкам на воду. Однако заход на посадку они хоть и начали с высоты 1000 футов (300 м) при нормальных вертикальной и приборной скоростях, но на значительном удалении от района приводнения, поэтому посадочные огни, которые должны были помочь в определении положения, наблюдались под небольшим углом, фактически слившись.
Когда высота была 300 футов (91 м), Гойетт объявил, что до первого огня ½ мили, тогда как катастрофа произошла на фактическом удалении 1¼ мили, то есть пилот не мог правильно оценить дистанцию; Крамер в данном полёте не надел очки, а потому плохо видел вдали, из-за чего был вынужден доверять напарнику, не имея возможности его контролировать. По факту при данной посадке пилоты должны были поменяться ролями, ведь Крамер перед роковым полётом на данном самолёте налетал меньше двух часов, да и то при аттестации, потому Гойетту надлежало быть особенно бдительным в течение всего полёта, однако последний при посадке полностью сосредоточился на приборах, потерявшись в определении местонахождения на местности.

## Причины
1. Авиаперевозчик, самолёт и пилоты имели необходимые сертификаты;
2. Управлял самолётом капитан Крамер, имеющий очень небольшой опыт налёта на данном типе, а капитан Гойетт был в роли наблюдателя;
3. Метеоусловия и состояние водной поверхности в районе Порт-оф-Спейна были удовлетворительными для выполнения подхода и посадки;
4. Контакт самолёта с водой произошёл на скорости значительно выше нормальной посадочной и с опущенным носом;
5. Катастрофа произошла на удалении 1¼ мили от расчётного места посадки;
6. Из-за перегрузок, вызванных высокой скоростью в сочетании с опущенным носом, разрушилась нижняя часть фюзеляжа и его структура;
7. Такое приводнение самолёта при текущих погоде и поверхности воды было выполнено Крамером, который неверно оценил реальную высоту и не смог исправить положение перед посадкой;
8. Во время происшествия Крамер не пользовался очками, как требовало его свидетельство пилота;
9. Капитан Гойетт, будучи командиром самолёта и зная о небольшом налёте Крамера на Martin M-130, не стал выполнять достаточный контроль за посадкой.

Комиссия от Совета по гражданской авиации пришла к мнению, что наиболее вероятно катастрофа произошла по вине (1) второго пилота Крамера, который не распознал близость к воде и не исправил положение для нормальной посадки, а также (2) командира самолёта Гойетта, который не осуществлял на необходимом уровне контроль за посадкой, в результате чего непреднамеренно произошёл контакт с водой с опущенным носом и превышением посадочной скорости.

### Комментарии
1. ↑  Здесь и далее по умолчанию указано Североамериканское восточное военное время (EWT)